# Molinet d'espècies

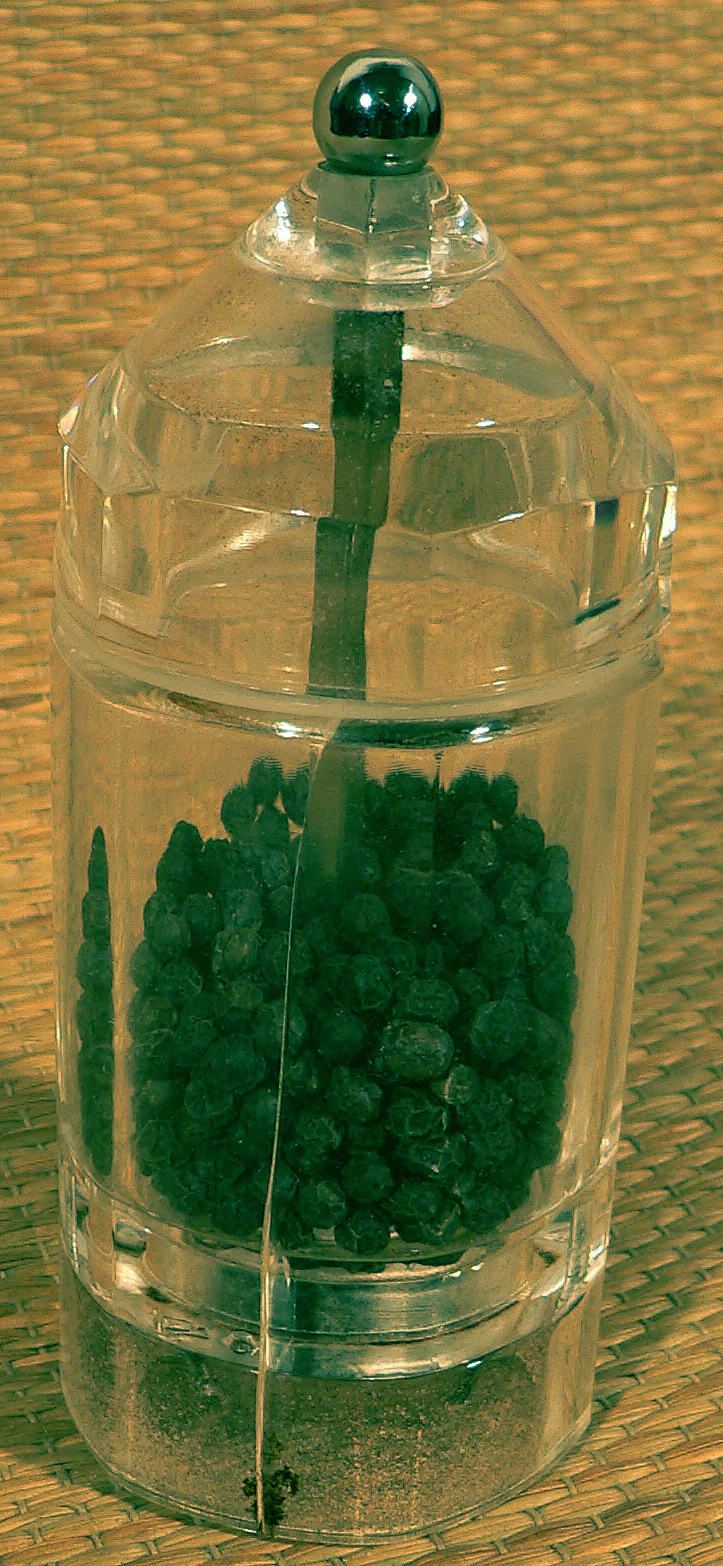
Exemple de molinet.

Un molinet d'espècies és un estri de cuina elaborat de fusta, plàstic o metall amb forma de molí, emprat també en la taula dels comensals, emprat per esmicolar i repartir algunes espècies en els plats. S'empra freqüentment amb aquelles espècies en forma de baia, com ara el pebre negre, encara que es pot emprar també per a moldre sal comuna. Aquest instrument permet mantenir el més preservat possible l'aroma de les espècies. Quan es mol una espècie aquesta comença a perdre sabor i aroma, i és per aquesta raó que el molinet no només és útil per a esmicolar les espècies, sinó que compleix la missió de recipient conservador, protegint al mateix temps de la llum i la calor.

## Funcionament

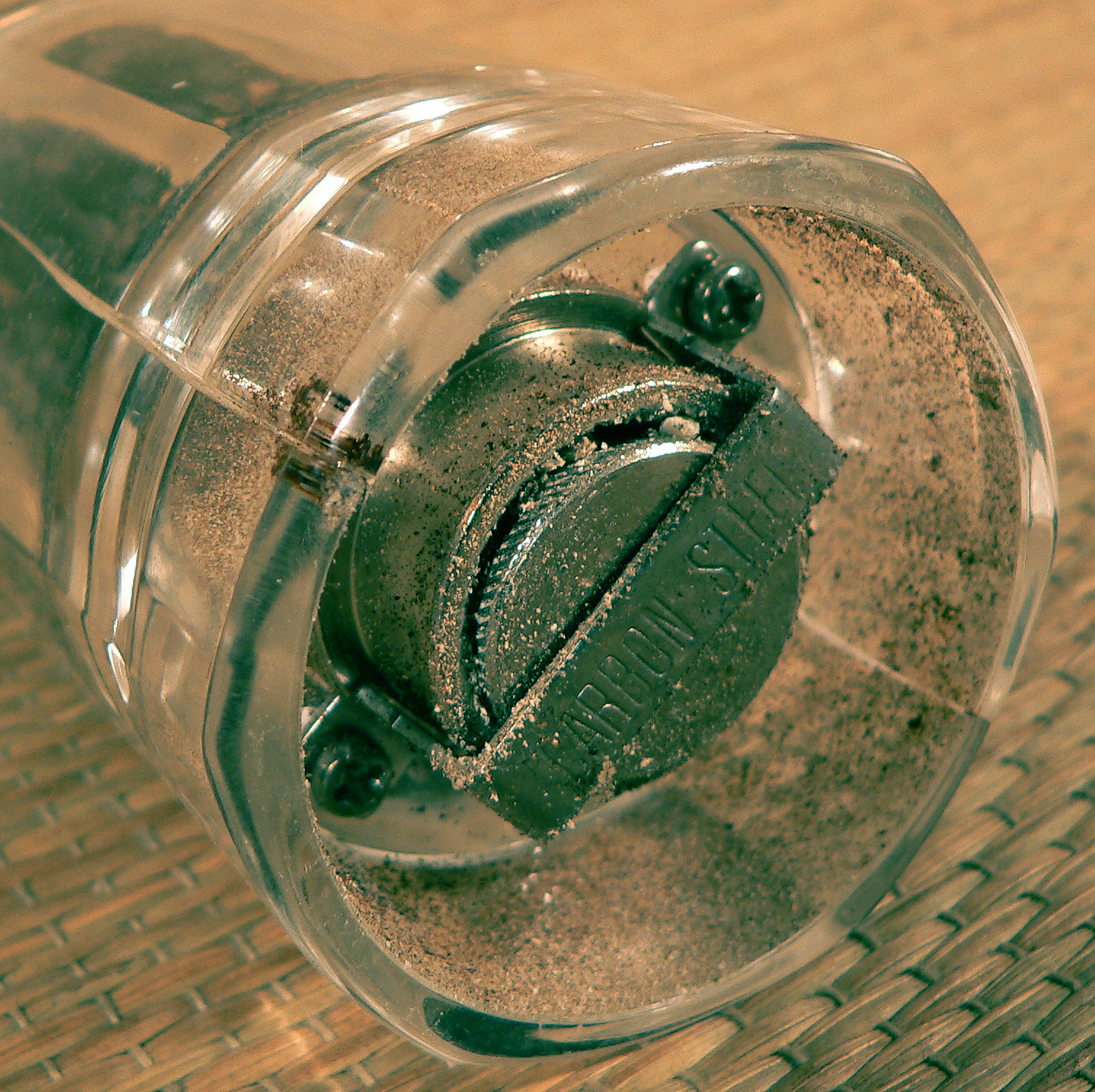
Detall del molinet de grans de pebre negre.

La mida d'aquest tipus de molinet depèn dels usos, però sol estar entre els 15 i 20 centímetres de longitud. N'hi ha alguns de mig metre. El funcionament en tots els casos és similar, un eix central impulsat per una rosca superior, transmet un gir a un esmicolador amb forma de roda dentada cònica que gira paral·lel dins d'un con femella. L'esmicolador agafa els grans de les espècies que troba al recipient i els va molent en fer-lo girar.
L'ús d'aquest molinet compassa amb el moviment necessari per a la bona distribució de les espècies en els plats.